# Khadia acutipetala
Khadia acutipetala är en isörtsväxtart som först beskrevs av Nicholas Edward Brown, och fick sitt nu gällande namn av N.E.Brown. Khadia acutipetala ingår i släktet Khadia och familjen isörtsväxter. Inga underarter finns listade i Catalogue of Life.